# فاميلي تري
شجرة العائلة للحمض النَّووي 

فاميلي تري أو شجَرةُ العائلة للحِمض النَّووي (بالإنجليزيَّة: FamilyTreeDNA) هو قسم من شركة جين باي جين مُتخصصة في الفحوصات الجينية، يقع مقرها في مدينة هيوستن، ولاية تكساس الأمريكية.
تقدم شركة فاميلي تري تحليلًا للحمض الصَّبغي الجسمي، والحمض الصبغي Y، والحمض النووي المُتقدَّري للأفراد لأغراض علم الأنساب، مع قاعدة بيانات تضم أكثر من مليوني سجل، وتُعد الشركة الأكثر شعبية في جميع أنحاء العالم للحمض النووي Y والحمض النووي المُتقدَّرية، ورابع أكثر الشركات شعبية للحمض النووي الجسدي. في قارة أوروبا، كما أنه الأكثر شيوعًا أيضًا بالنسبة للحمض النووي الجسدي. تم الاستحواذ على شركة فاميلي تري كقسم من جين باي جين بواسطة شركة MYDNA, Inc، وهي شركة أسترالية، وذلك في يناير 2021.

## منتجات اختبار الحمض النووي

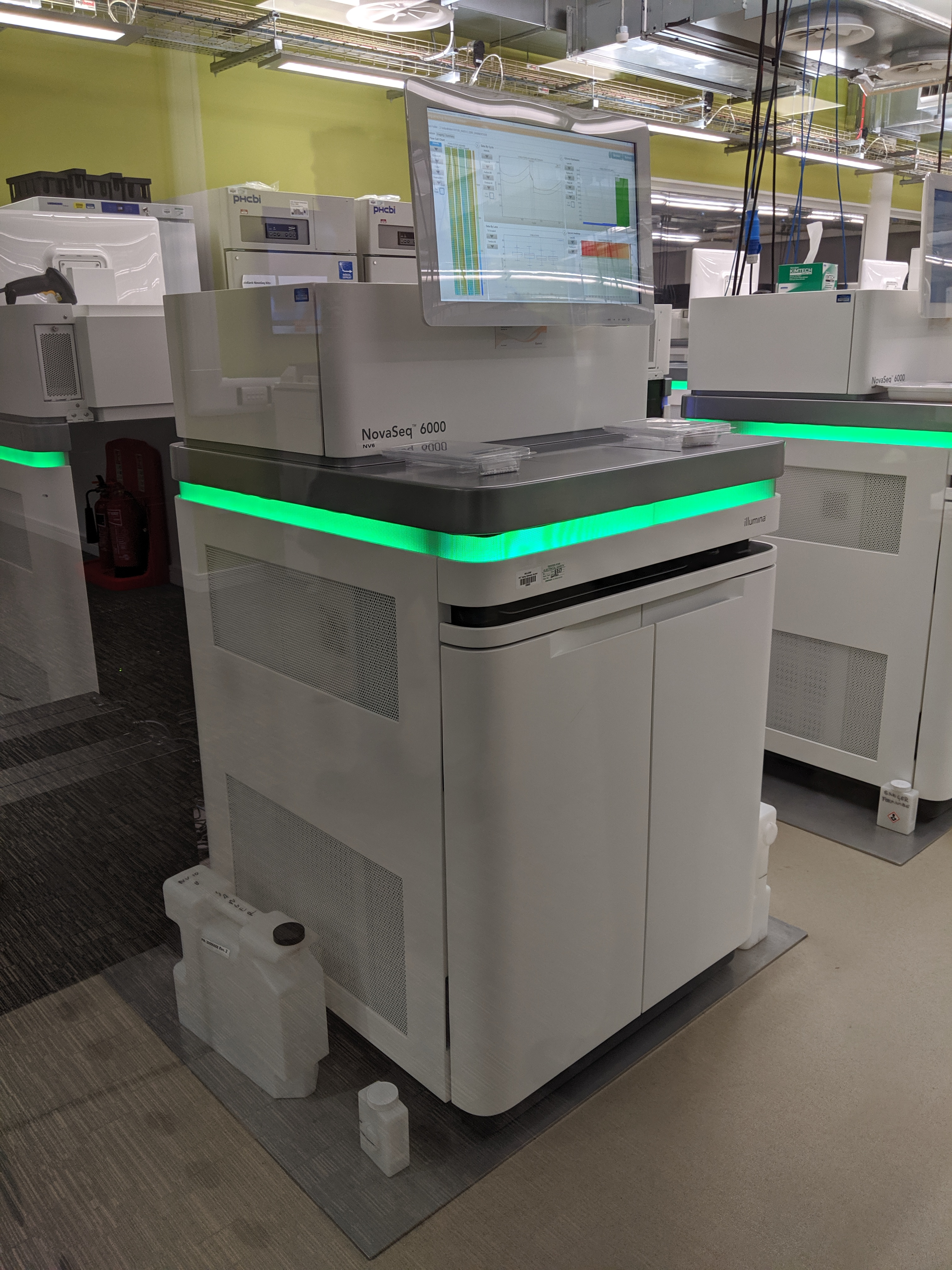
تستخدم فاميلي تري نظام تسلسل الحمض النووي الريبوزي منقوص الأُكسجين من شركة إليومينا لخدماتها. (النظام في منشأة مختلفة في الصورة.)

يتم تقديم الخدمات التي تقدمها فاميلي تري في المختبر الخاص الذي يفي بمعايير CLIA و CAP وتستند إلى منتجات التكنولوجيا الحيوية المختلفة، بما في ذلك على سبيل المثال منصة التسلسل نوفاسيك من إليومينا.

### اختبار الحمض النووي الجسدي
في مايو 2010، أطلقت فاميلي تري اختبار الحمض النووي القائم على شريحة مصفوفة دقيقة جسمية، حيث أطلقوا على المنتج الجديد Family Finder أو مُكتشف العائلة. استخدم المنتج الأولي شريحة Affymetrix microarray، لكن فاميلي تري تم تغييرها إلى شريحة إليومينا OmniExpress وأعادت اختبار جميع العملاء الذين حصلوا على نتائج من شريحة Affymetrix من أجل التوافق الأمامي.
يسمح مُكتشف العائلة للعملاء بمطابقة أقاربهم البعيدين مثل أبناء العمومة من الدرجة الخامسة، كما يتضمن مكونًا يسمى myOrigins أو أصُولي، توفر نتائج هذا الاختبار نسبًا مئوية من الحمض النووي المرتبط بمناطق عامة أو مجموعات عرقية محددة (مثل أوروبا الغربية وآسيا واليهود والأمريكيين الأصليين، وما إلى ذلك). ومن الجدير بالذكر، على عكس شركات الاختبار الأخرى، فقد اختاروا إزالة علامات المشكلات الطبية المندلية.

### اختبار Y-DNA
تقوم الشركة بتسويق مجموعة من اختبارات Y-DNA، حيث يتم توريث الكروموسوم Y من الأب إلى الابن، لذلك يمكن للمختبرين اكتشاف الأقارب الذين لديهم نفس النسب الأبوي، في العديد من الثقافات، غالبًا ما يتشارك هؤلاء الأقارب نفس اللقب، نظرًا لأن الألقاب يتم توريثها أيضًا من الأب إلى الابن. تغطي هذه الاختبارات علامات 37-111 STR اعتمادًا على الاختبار، وتختلف في السعر وفقًا لعدد العلامات المغطاة. قدمت فاميلي تري اختبارها "Big Y" في عام 2013، والذي يقوم باختبار ما يقرب من 15 مليون موقع على كروموسوم Y، بحثًا عن أشكال SNP الجديدة والمشتركة. بحلول نهاية عام 2021، حددت فاميلي تري أكثر من 50000 فرع في شجرة جميع نتائج Y-DNA.

### اختبار الحمض النووي المُتقدري
تبيع فاميلي تري أيضًا اختبار دنا مُتقدرة، مما يوفر خيارًا إما اختبار محدود للمنطقة شديدة التغير، أو اختبار تسلسل كامل لكروموسوم الحمض النووي للميتوكوندريا بأكمله.

## المشروع الجينوغرافي
كان لموظفي فاميلي تري دور فعال في تطوير منتج Geno 2.0 Next Generation للمرحلة الثانية من مشروع جينوغرافي. تم إجراء عينات Geno 2.0 لكل من الدراسات العامة والعلمية في مركز أبحاث الجينوم في هيوستن، تكساس (الذي تديره الشركة الأم لـ FamilyTreeDNA، جين باي جين) حتى عام 2016، عندما بدأ Geno 2.0 في استخدام Helix لتسلسل الحمض النووي.

## سياسة البيانات واستخدامها من قبل سلطات إنفاذ القانون
في ديسمبر 2018، غيرت فاميلي تري شروط الخدمة الخاصة بها للسماح لسلطات إنفاذ القانون باستخدام خدمتها للتعرف على المشتبه بهم في "جريمة عنيفة" (تُعرف بأنها اختطاف الأطفال أو الاعتداء الجنسي أو القتل) أو التعرف على رفات الضحايا. وأكدت الشركة أنها تعمل مع مكتب التحقيقات الفيدرالي الأمريكي (FBI) في عدد قليل من الحالات على الأقل. اعتبارًا من مارس 2019، وضعت الشركة سياسة تسمح لعملائها بإلغاء الاشتراك في وصول جهات إنفاذ القانون إلى بياناتهم الجينية. وتم اختيار جميع العملاء تلقائيًا لمثل هذا التعرض باستثناء أولئك الذين يعيشون في الاتحاد الأوروبي والذين تم إلغاء الاشتراك بشكل افتراضي. وسيُطلب من ضباط إنفاذ القانون الخضوع لعملية أكثر صرامة من أجل الوصول إلى قاعدة البيانات، في حين سيظل العملاء الذين اختاروا عدم السماح لمكتب التحقيقات الفيدرالي بالوصول إلى بياناتهم قادرين على البحث عن أقاربهم المحتملين كما كان من قبل. حيث كتبت الشركة في رسالة بالبريد الإلكتروني إلى عُملائها مفادُها "يتمتع المستخدمون الآن بالقدرة على إلغاء الاشتراك في المطابقة مع أقارب الحمض النووي الذين تم وضع علامة على حساباتهم على أنها تم إنشاؤها للتعرف على رفات شخص متوفى أو مرتكب جريمة قتل أو اعتداء جنسي، والتي يشار إليها أيضًا باسم مطابقة إنفاذ القانون (LEM)". في مايو 2019، منعت فاميلي تري الوصول إلى قاعدة بيانات Y-DNA الخاصة بها وقاعدة بيانات mtDNA بحث ميتو الخاصة بها، مما يزيد من صعوبة تحديد هوية المشتبه في ارتكابهم جرائم على وكالات إنفاذ القانون. في أغسطس 2019، أفادت فاميلي تري أن حوالي 50 وكالة لإنفاذ القانون قدمت عينات من الحمض النووي لمطابقتها وأنه تم تقديم ما يقرب من 150 حالة. بحلول ربيع عام 2020، قام حوالي 3% فقط من حوالي 2 مليون مستخدم بإلغاء الاشتراك. وبحلول أغسطس 2020، ساعدت الشركة في حل 27 قضية على الأقل.

## روابط خارجية
- الموقع الرسمي
- Famous Haplogroups ISOGG